# Деснинская культура

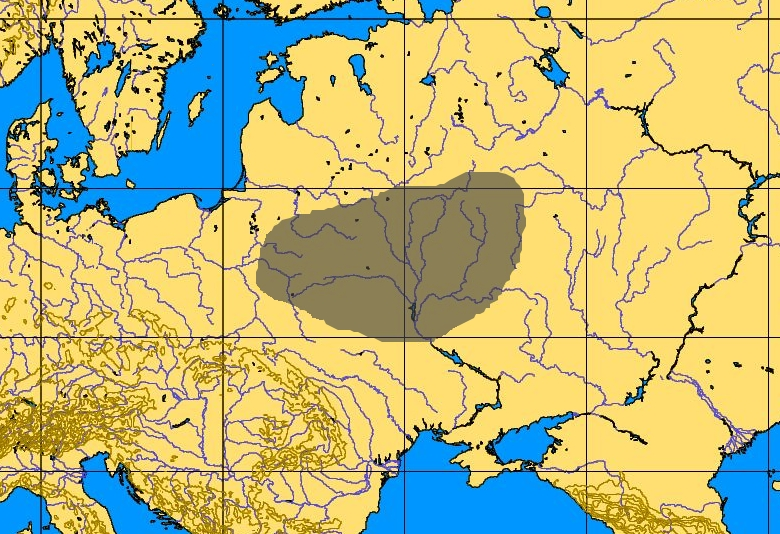
Область распространения деснинской культуры

Десни́нская культу́ра — археологическая культура среднего и позднего неолита.
Деснинская культура распространилась в бассейне Десны во второй половине 4-го тысячелетия до нашей эры до середины 3-го тысячелетия до нашей эры. Сформировалась под влиянием Ляловской культуры, ее жители мигрировали в Подеснье. Позже Деснинская культура была оттеснена на восток или ассимилирована жителями среднеднепровской культуры, поднявшимися с юга.
Культура существовала в основном в верховьях Днепра, отдельные спорадические стоянки встречаются на востоке Польши. Название культуры происходит от реки Десна — притока Днепра.

## Культура
Поселения Деснинской культуры небольшие, созданные на низких песчаных берегах рек и речных озер. Люди жили в полуземляных и надземных постройках. Занимались рыболовством, охотой, собирательством.